# Manfred Bauer (Schriftsteller)
Manfred Bauer (* 28. März 1957 in Wien; † 11. August 2012 in Purkersdorf) war ein österreichischer Journalist und Schriftsteller.

## Leben
Manfred Bauer begann, eigenen Angaben zufolge, bereits ab dem 12. Lebensjahr Gedichte zu verfassen. Vom 17. Lebensjahr an war Bauer Redakteur der Kulturzeitschrift Trittbrett später Journalist bei der Wiener Tageszeitung Kurier, bei der Wiener Zeitung, bei den Niederösterreichische Nachrichten und zuletzt bei der Volksstimme.
Bauer studierte an der Universität Wien sowie am Institut für Soziale Geschichte in Amsterdam Kommunikationswissenschaft, Philosophie, Pädagogik und Volkswirtschaft und promovierte zum Dr. phil im Jahr 1983.
Neben seiner journalistischen Tätigkeit war Bauer Mitarbeiter der Österreichischen Länderbank und stellvertretender Pressechef des Geldinstituts (1983–1987). Bauer gründete in Wien die Kommunikationsagentur "Trimedia", die er bis 1993 leitete.
In seiner Heimatstadt Purkersdorf war Bauer Gemeinderat von 1989 bis 1990, Stadtrat für Finanzen und Betriebe von 1990 bis 1995 sowie von 2005 bis 2010 abermals Gemeinderat. Von 1991 bis 1993 war er überdies parlamentarischer Sekretär von Karl Schlögl.
Bauer lebte und arbeitete als Schriftsteller, Medienwissenschaftler und Bibliothekar der Stadtbibliothek in Purkersdorf bei Wien.
Er schrieb Romane mit politischer Grundierung und Theaterstücke. Zuletzt erschien von ihm der Roman Landauer und die Clowns (edition reizwort, Wien 2010) worin er sich mit den politischen Hintergründen der Entführung eines dreijährigen Jungen im Kurort Bad Tatzmannsdorf beschäftigt. Bauer bekannte sich zur "linken Sozialdemokratie", dies kommt z. B. in seinem Buch Friedrich Adler – Rebell der Einheit (Trotzdem-Verlag, Wien 2004), zum Ausdruck.
2008 veröffentlichte Manfred Bauer im Dietz-Verlag einen wissenschaftlichen Beitrag über "Friedrich Adler als Linkssozialist" im Buch Otto Bauer und der Austromarxismus. Integraler Sozialismus und die heutige Linke. Im selben Jahr erschien die Kurzerzählung Saeculum saeculorum von Bauer im Bilanzbuch des 20. Jahrhunderts, erschienen im Globus Verlag, 2009 die Kurzerzählung Auf-Rechte Bürger, erschienen in der Anthologie Wir retten ein System im Globus Verlag. Im Frühjahr 2010 beendete Bauer seine szenische Installation Lina Loos – Lügelos leben.
Im Jahr 2007 erhielt Bauer den Förderpreis für Literatur und Kultur des NÖ Kulturforums.

## Werke
- Kommunikation im Spannungsfeld zwischen Theorie und Praxis. Multi Art, Wien 1986.
- Strukturen lokaler Kommunikation. Multi Art, Wien 1990.
- Gamma Lex – eine Schattenreise Roman, Bibliothek der Provinz, Wien 1997, ISBN 3-85252-194-7.
- Ohne jede Chance – der Fall Semperit. ÖGB-Verlag, Wien 2003, ISBN 3-7035-0951-1.
- Friedrich Adler – Rebell der Einheit. Trotzdem-Verlag, Wien 2004, ISBN 3-7010-9999-5.
- 110 Jahre Sozialistische Jugend. Trotzdem-Verlag, Wien 2004.
- Gnant – ein Dramolett gegen Neoliberalismus. edition reizwort, Wien 2006.
- Tod im Champagnerbad Roman, edition reizwort, Wien 2006, ISBN 3-200-00697-8.
- Gute Reise, Miss Wellness. Roman, edition reizwort, Wien 2007, ISBN 978-3-9502443-0-4.
- Saeculum saeculorum. Kurzerzählung in der Anthologie Bilanzbuch des 20. Jahrhunderts, Globus  Verlag, Wien 2008, ISBN 978-3-9502669-0-0.
- Friedrich Adler als Linkssozialist. Wissenschaftlicher Beitrag in Otto Bauer und der Austromarxismus. Integraler Sozialismus und die heutige Linke. Dietz-Verlag, Berlin 2008, ISBN 978-3-320-02134-4.
- Aufrechte Bürger. Kurzerzählung in der Anthologie Wir retten ein System. Globus Verlag, Wien 2009, ISBN 978-3-9502669-2-4.
- Lina Loos – Lügelos leben. Szenische Installation, edition reizwort, Wien 2010.
- Landauer und die Clowns. Roman, edition reizwort, Wien 2010, ISBN 978-3-9502443-1-1.

### Herausgeberschaft
- mit Josef Baum und Burkhard Weigl: Alfred Czernoch: Heiteres Spechtakuläres Purkersdorf. Gedichtband mit Illustrationen von Gunnar Pfeifer, Schönbrunn-Verlag, Wien 1984, ISBN 3-85364-144-X.